# Chirosia grandivillosa
Chirosia grandivillosa är en tvåvingeart som först beskrevs av Huckett 1924.  Chirosia grandivillosa ingår i släktet Chirosia och familjen blomsterflugor.
Artens utbredningsområde är New York. Inga underarter finns listade i Catalogue of Life.